# 海上三狩
海上 三狩（うなかみ の みかり）は、奈良時代の皇族・貴族。もと三狩王を称したがのち臣籍降下（海上真人姓）。敏達天皇の孫である百済王の後裔。豊前守・海上清水の子。官位は従五位上・大宰少弐。

## 経歴
天平勝宝3年（751年）父の清水王と共に臣籍降下して、海上真人姓を与えられる。
宝亀6年（775年）第16次遣唐使の遣唐判官に任ぜられる。宝亀7年（776年）出航し肥前国松浦郡合蚕田浦まで進むが、順風が吹かないまま渡航すべき季節が過ぎて秋になってしまったために、博多の大津まで引き返す。同年11月に大使の佐伯今毛人は帰京して節刀を返上するが、三狩は副使の小野石根と共に大宰府に留まり、引き続き入唐の期を待つことにしたことから、世間の人々にこの態度を評価された。宝亀8年（777年）第16次遣唐使一行は出帆し、翌宝亀9年（778年）正月に長安に到着し貢ぎ物を進上、同年9月より一行は順次帰国の途につく。三狩は第四船に乗船し楚州塩城県から出帆するが、当初耽羅島（済州島）に流れ着いてしまい島人に略奪され船を留置される。ここで録事・韓国源らは密かに策謀を巡らせて艫綱を解いて島からの脱出に成功し、残っていた40余名を率いて11月に薩摩国甑島郡へ到着した。三狩はそのまま残されたが、日本からの要請を受けて捜索していた新羅に発見される。宝亀10年（779年）2月に三狩らを迎えるために大宰少監・下道長人が遣新羅使に任ぜられ、7月になって三狩はようやく日本への帰国が叶った。
帰国後、三狩は従五位下に叙爵し、宝亀11年（780年）大宰少弐に任ぜられる。桓武朝に入り、天応2年（782年）従五位上に叙せられた後、延暦2年（783年）兵部大輔として京官に遷り、延暦3年（784年） には右中弁に任ぜられ、造長岡宮使も兼ねる。しかし、早くも翌延暦4年（785年）には大宰少弐として再び地方官に戻されている。

## 官歴
『続日本紀』による。
- 天平勝宝3年（751年） 正月27日：臣籍降下（海上真人）
- 宝亀6年（775年） 6月19日：遣唐判官
- 時期不詳：従五位下
- 宝亀11年（780年） 2月9日：大宰少弐
- 天応2年（782年） 5月3日：従五位上
- 延暦2年（783年） 4月26日：兵部大輔
- 延暦3年（784年） 4月2日：右中弁。6月10日：造長岡宮使
- 延暦4年（785年） 5月20日：大宰少弐

## 系譜
- 父：海上清水[9]
- 母：不詳
- 妻：不詳
  - 男子：海上真直（?-794）[10]